# Santa Maria Adelaide

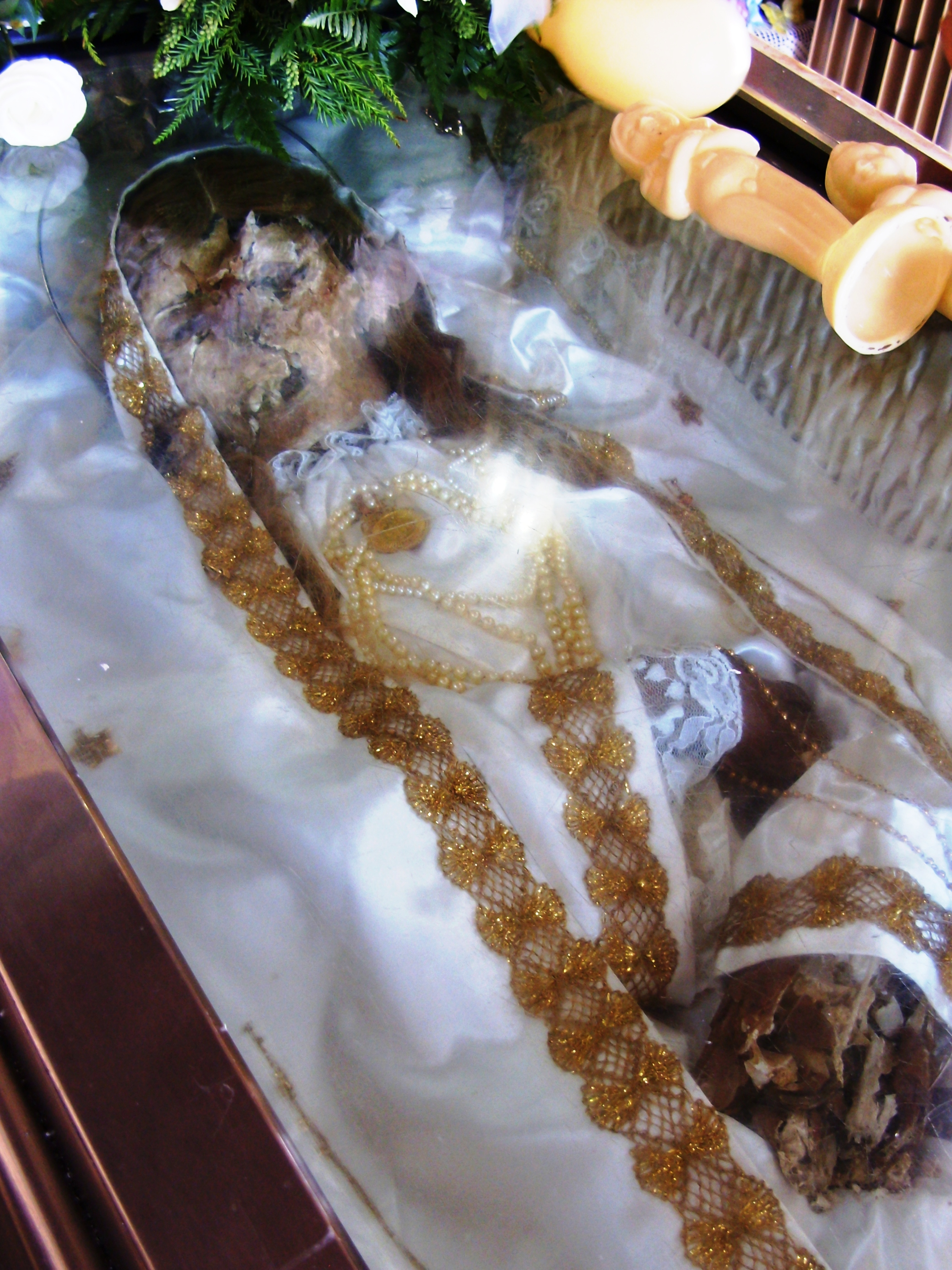
Santo em carne de D. Maria Adelaide, em Arcozelo.

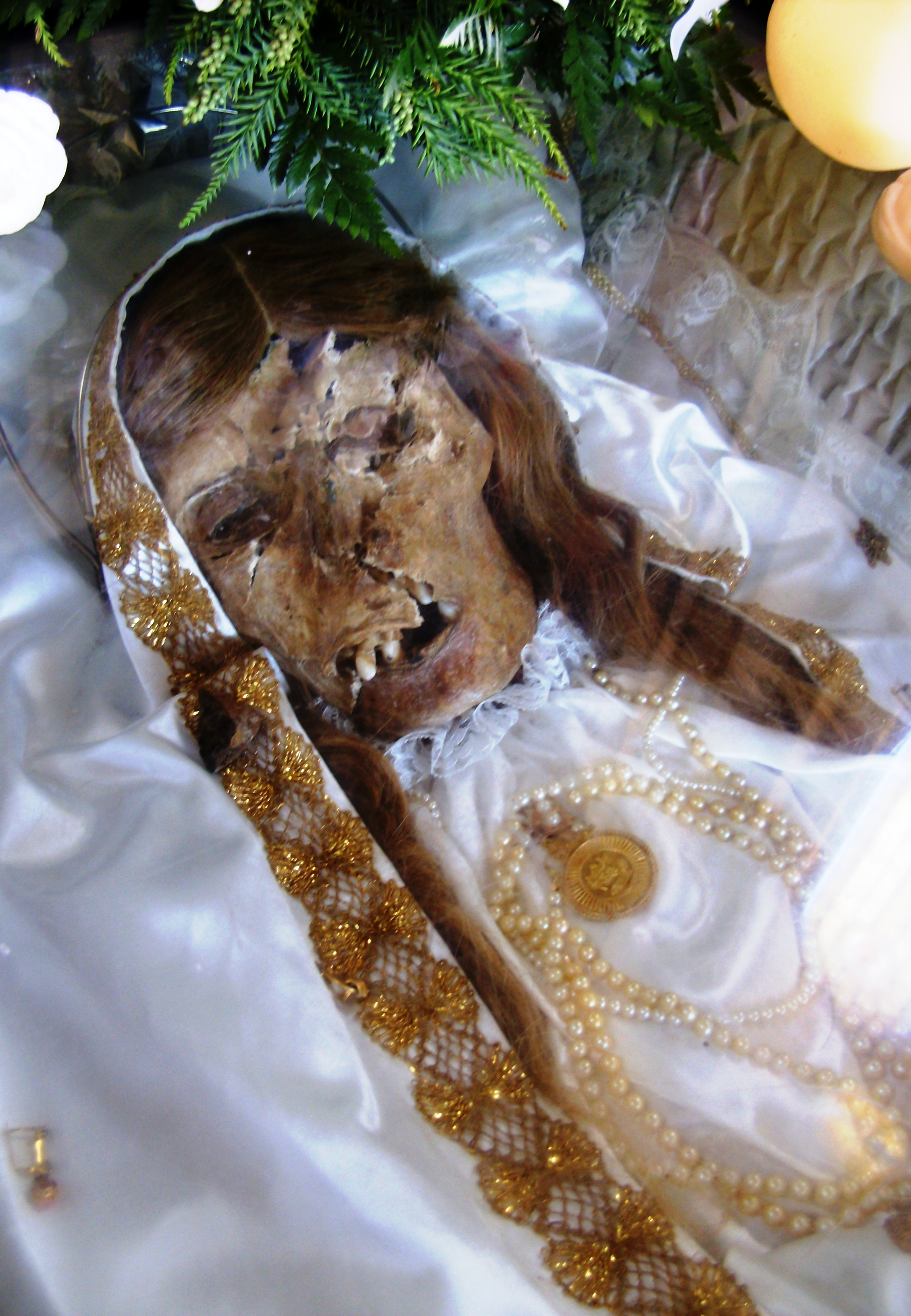
Santo em carne de D. Maria Adelaide, em Arcozelo.

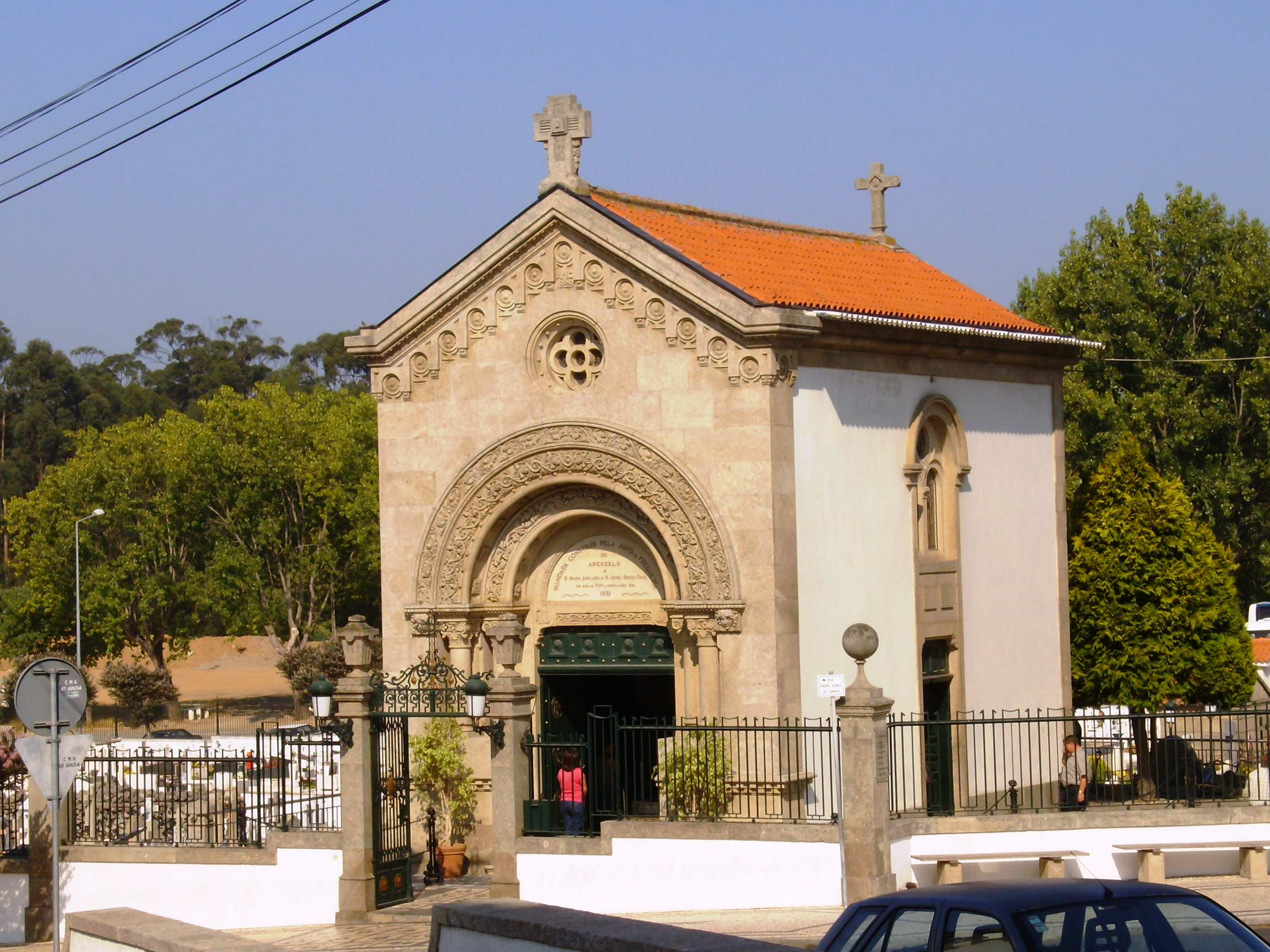
Capela de Santa Maria Adelaide, em Arcozelo.

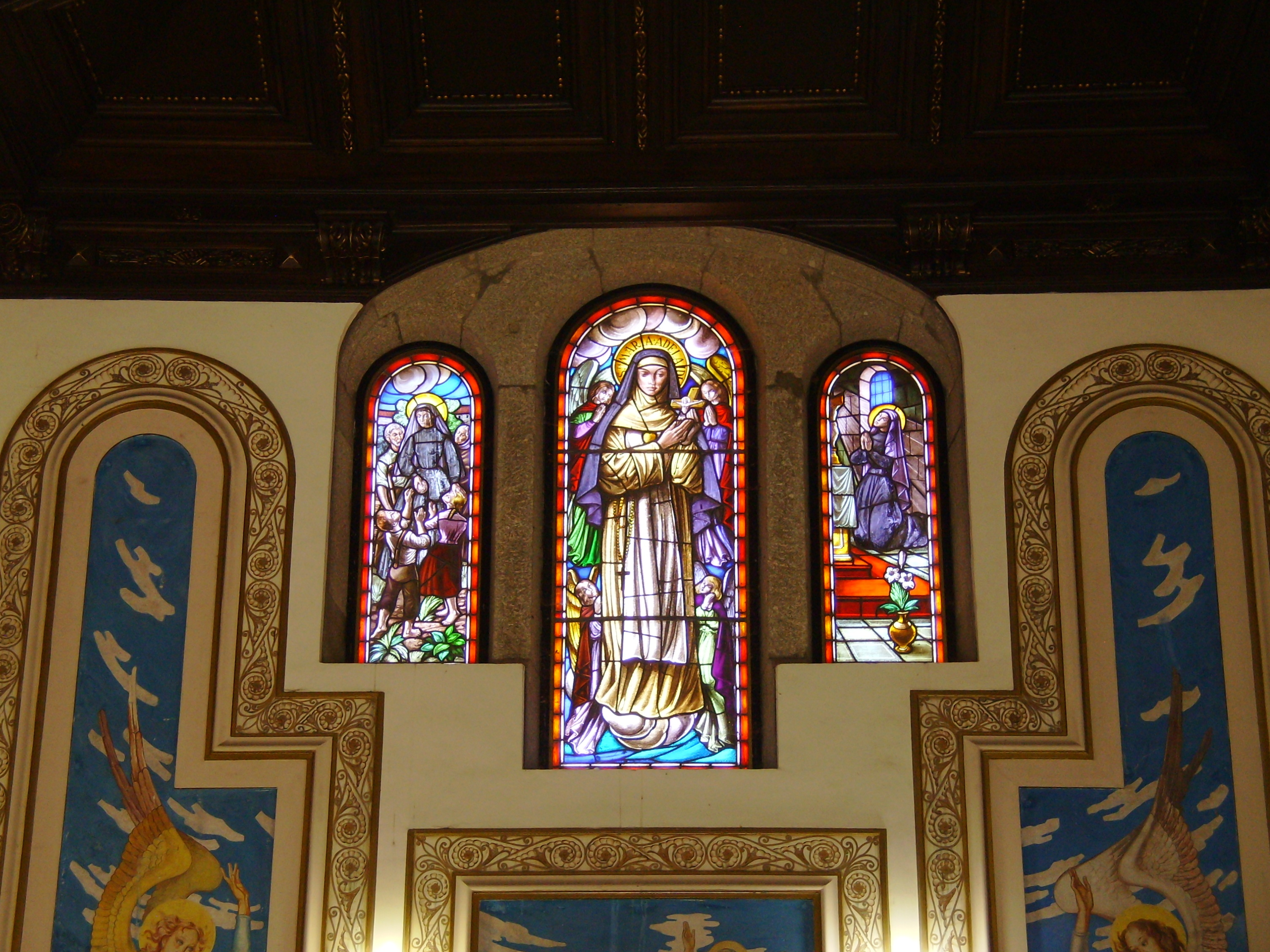
Capela de Santa Maria Adelaide: vitral.

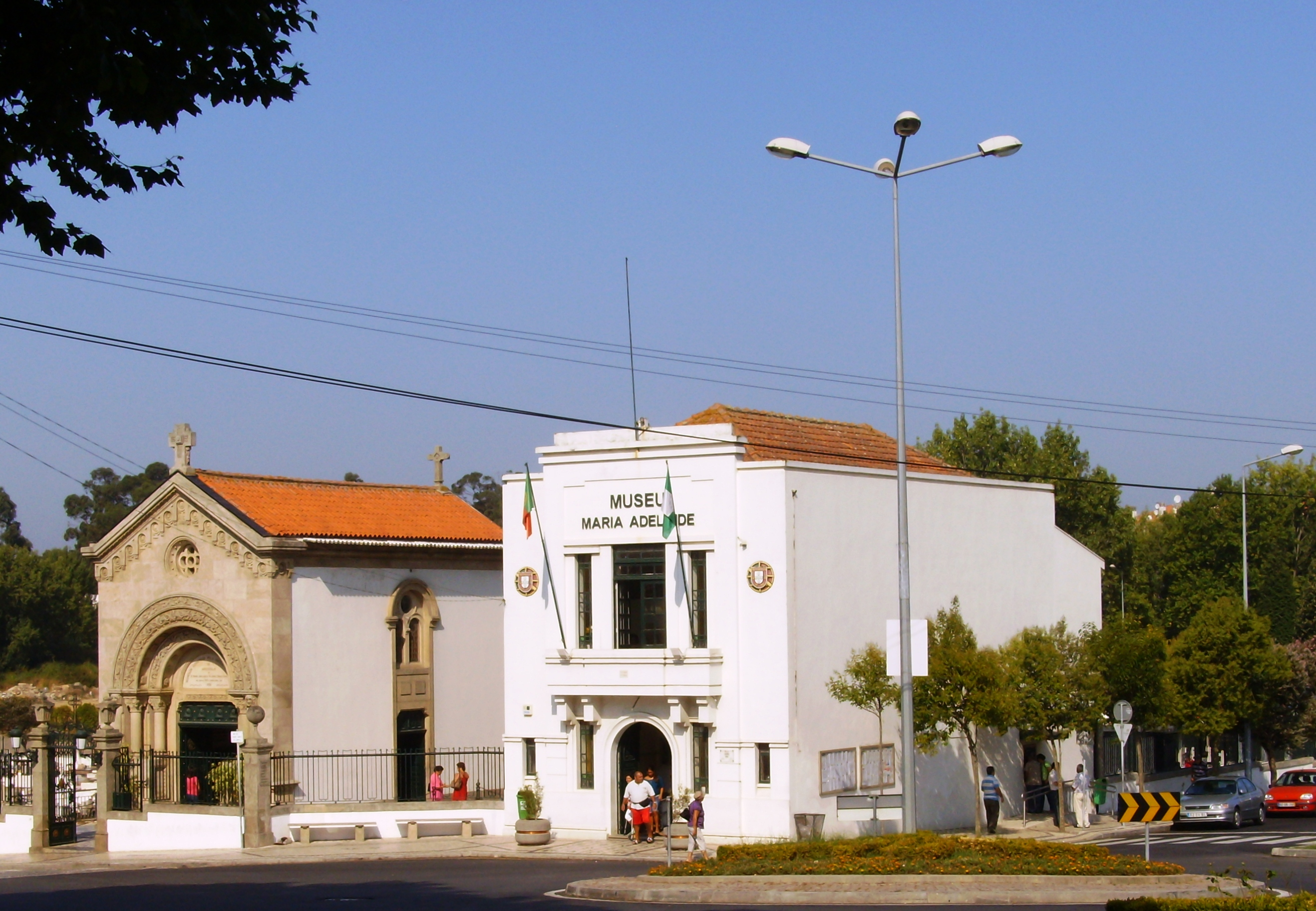
Museu e Capela de Santa Maria Adelaide, em Arcozelo.

Maria Adelaide de Sam José e Sousa, popularmente conhecida como Santa Maria Adelaide ou apenas Santinha de Arcozelo (Porto, 1835 – 4 de Setembro de 1885), é uma "santa em carne" portuguesa, não reconhecida pela Igreja Católica. É considerada, pela devoção popular, como santa e seu centro de devoção localiza-se em Arcozelo, em Vila Nova de Gaia, no distrito do Porto.

## Biografia

### Infância e juventude
Era filha bastarda de um oficial do Exército Português e de uma menina, oriunda, segundo alguns autores, de Lamego, e segundo o seu biógrafo, Gomes dos Santos, do Porto, embora se desconheça de que freguesia, assim como o nome de seus pais.
Ainda jovem foi internada num colégio portuense, onde era visitada por um procurador. Na opinião de sua amiga, D. Ana Leopoldina, esse personagem era o próprio pai da jovem.

### O Convento de Corpus Christi
Com o falecimento da organista do Convento de Corpus Christi, na zona ribeirinha de Vila Nova de Gaia, lembraram-se as irmãs de convidar para a função Maria Adelaide, já que aprendera música e o convento acolhia meninas e senhoras, contra o pagamento de determinada importância.
Devido à humidade nas instalações do convento à beira-rio, e à rígida clausura à época, Maria Adelaide contraiu tuberculose. Com o agravamento do seu estado, os médicos recomendaram-lhe a retirada do Convento. Muito relacionada com a sociedade portuense da época, à qual também pertencia, mudou-se então para a casa de D. Amélia Augusta Barbosa d'Albuquerque Seabra, ao largo do Moinho de Vento nº 1, no Porto. Acompanhou-a até à morte a criada do convento, Adelaide Augusta Napoleão Costa.
Com o agravamento de seu estado, os médicos recomendaram então a urgente retirada para uma zona marítima, onde houvesse pinheiros e eucaliptos.
Ana Domingues dos Santos, conhecida por Ana do Alfaiate (profissão do marido), moradora de Arcozelo e lavadeira do convento, ao saber dessa prescrição médica, levou as notícias obtendo como resultado o oferecimento de diversas casas das gentes de Arcozelo. Devido aos cuidados que o seu estado inspirava, à época, Maria Adelaide fez testamento antes de sair do Porto para Arcozelo, com a data de 28 de Abril de 1876.

### A vida em Arcozelo
Maria Adelaide chegou a Arcozelo, acompanhada por um médico e algumas famílias amigas, em Maio de 1876. Ficou instalada numa parte da casa de Joaquim Catarino. Entre as famílias que a acompanharam, vinha a de sua amiga D. Ana Leopoldina. Ela e o marido, Domingos, iam visitar Maria Adelaide quase todos os domingos.
Após algum tempo, Joaquim d'Oliveira Pinto iniciou a construção de uma casa de lavoura próximo à residência de Maria Adelaide. Encantada com aquele género de habitação, manifestou o desejo de ser a primeira a habitá-la, ao que o agricultor acedeu, tendo Maria Adelaide se mudado para lá.
Nesse período, graças ao clima salubre e ao convívio positivo com a população, registou-se alguma recuperação na saúde de Maria Adelaide, que retomou algumas de suas actividades rotineiras como a confecção de renda e doces conventuais, nomeadamente os famosos pastéis de Santa Clara. Com as receitas assim obtidas (com o auxílio de D. Ana Leopoldina, que colocava os pastéis no mercado, juntamente com os da fábrica do marido), suportava as suas despesas e auxiliava a gente necessitada de Arcozelo. Gostava de crianças, dando-lhes diariamente pão, doces e roupas. Catequizava-as e, quando estavam com tosse, ministrava-lhes um xarope à base de pinhas novas e caruchas de pinheiro. Estava sempre pronta a reconciliar lares desavindos, tornando-se estimada por sua grande bondade.
De súbito, uma forte constipação agravou o mal que a vitimava, vindo a vitimá-la em Setembro de 1885. Foi sepultada no cemitério de Arcozelo.

### O Santo em carne
No contexto da Primeira Guerra Mundial, nos primeiros meses de 1915, a Junta de Freguesia de Arcozelo determinou a todos os proprietários de jazigos no cemitério local o imediato arranjo e enfeitamento periódico dos mesmos, sob pena de perderem o direito a eles. Apenas dois ficaram sem cuidados, verificando-se, após consulta aos respectivos registos que um havia sido adquirido por Joaquim de Oliveira Pinto. Questionados, os seus filhos informaram que o pai havia adquirido o dito jazigo para uma senhora que vivera em sua casa e que estivera ligada ao Convento de Corpus Christi e que como o dito jazigo não lhes pertencia, não o haviam mandado limpar. Deste modo, o jazigo passou para a Junta de Freguesia. Esta por sua vez vendeu-o ao casal Manuel António Camarinha e Ana Antónia da Fonseca, residente no lugar de Vila Chã, para sepultamento de Joaquina Reis, uma sua tia, falecida a 23 de fevereiro de 1916.
O coveiro, ao abrir o jazigo, encontrou um caixão de chumbo. Sem conseguir levantá-lo, pediu a alguns pedreiros que trabalhavam próximo, que o auxiliassem. Posto à superfície e aberto para exame do conteúdo, foi encontrado o corpo incorrupto de uma senhora, permanecendo intactas as suas vestes, exalando um forte odor a rosas. O coveiro procedeu então o fechamento do caixão, e mandou chamar os membros da Junta de Freguesia. Estes determinaram recobrir o corpo com carboneto em pedra, regando-o com ácido nítrico ou água-forte, sepultando os restos em vala comum.
Embora houvesse sido ordenado o mais estrito sigilo aos trabalhadores, estes, impressionados com a descoberta de uma "santa", de volta aos seus lares comentaram-no na comunidade. Em consequência, no dia 25 (uma sexta-feira), uma massa de cerca de 800 pessoas, sob forte comoção, invadiu o cemitério obrigando o coveiro a revelar onde sepultara o corpo. De posse da informação, começaram a desenterrá-lo. Quando atingiram o caixão, as autoridades chegaram, impedindo aquele acto, inicialmente pela força, depois pelo convencimento (buscando ganhar tempo para os produtos químicos agirem, consumindo o corpo) e prometendo o desenterramento na segunda-feira seguinte. A multidão, convencida, afastou-se, passando a montar vigília no campo santo, para evitar qualquer manobra de trasladação. Ao ter conhecimento da quantidade e qualidade dos produtos aplicados pelos boatos que corriam, os populares conheceram nova comoção e, no dia 27, domingo, à hora da primeira missa paroquial, acorreram ao lugar da Igreja (em frente ao cemitério), aos milhares. O abade da freguesia, diante da multidão que se comprimia no adro, não abriu a Igreja. Nesse transe, "ti Joaquina Rainha" e "ti Rosa Caleira", de enxadas nas mãos, pularam o muro traseiro do cemitério e começaram a cavar, ao som dos sinos que a esta altura tocavam a rebate, por meio de uma corda improvisada com as faixas da mulheres atadas umas às outras. Em paralelo, a pressão da multidão junto às grades do cemitério, a oeste do portão, fez com que as mesmas cedessem em toda a sua extensão, arrastando consigo centenas de pessoas, entretanto sem vítimas, permitindo que, em poucos minutos, o caixão com o nome de D. Maria Adelaide fosse retirado da terra ainda com o auxílio das faixas das lavradoras. Aberto uma vez mais, constatou-se que o corpo continuava incorrupto. Estando o dia nublado, na ocasião começou a cair uma chuva fina, que começou a reagir com o carboneto, que, entretanto, apenas chamuscou o rosto da "santa", danificando-lhe levemente as vestes.
O Administrador do Conselho, ao ter conhecimento do que se sucedia, acionou uma força da Guarda Nacional Republicana — quinze homens sob o comando do Sargento Rebolho — com ordens para restabelecer a ordem. Esta força chegou a Arcozelo às 11h30 e, com muita dificuldade e diplomacia — evitando uma tragédia de grandes proporções — logrou esvaziar o cemitério. Acalmados os ânimos, o corpo foi então lavado por algumas mulheres, vestido com roupas novas e depositado em uma urna de modo a que, a partir das 16 horas, a população pôde, ordenadamente, em extensa fila, ver o corpo da "santa". Pelas 17h30 foi-lhe colocado cal em pó e a urna fechada e depositada na capela de José de Oliveira Pinto, filho de Joaquim de Oliveira Pinto.
A partir de então, a capela tornou-se local de devoção popular e de deposição de ofertas. Organizou-se então uma comissão visando angariar fundos para a construção de uma capela própria, que veio a ser erigida no ângulo Sudoeste do cemitério.
Após cinco anos, em 1921 o corpo foi trasladado para a nova capela. Na ocasião a urna foi novamente aberta, na presença do delegado de Saúde de Vila Nova de Gaia, Dr. Manuel Ferreira de Castro, constatando-se que o corpo, um tanto queimado pelos produtos químicos, continuava incorrupto e a exalar acentuado odor a rosas. De modo inexplicável, a cal aplicada cinco anos antes, estava toda arrumada para os lados da urna. O delegado de Saúde, afirmando que o corpo "cheirava muito bem", mandou pô-lo ao alto e experimentou as articulações, que dobravam normalmente, verificando a temperatura da pele, que era como a de uma pessoa viva. Aquela autoridade, então, autorizou que o corpo fosse exposto ao público.
O fenómeno passou a atrair milhares de pessoas, aumentando o fluxo no local. Passados dois anos, em 1923, a Junta de Freguesia iniciou a construção de uma nova capela, mais espaçosa, a leste do cemitério, com a urna apoiada em um pedestal central e espaço suficiente para que ela fosse apreciada pelos visitantes. A construção empregou na decoração da fachada os melhores lavristas de pedra da região. Os vitrais são de autoria do vitralista Ricardo Leon. Finalmente, a 17 de Maio de 1924, um sábado, ao fim da tarde, o corpo foi trasladado para a capela atual.
O santo em carne encontra-se desde então exposto em uma urna com tampa de vidro, sobre um pedestal de mármore.

## Os atentados
Ao longo da história da sua devoção, a "santinha" foi também alvo de diversos atentados.
No dia 4 de Novembro de 1924, pelas três horas da madrugada, uma violenta explosão teve lugar na capela, destruindo por completo a porta e o pedestal de madeira onde assentava a urna. A população acorreu de imediato, armada com as suas ferramentas, promovendo-se uma batida às redondezas, sem resultados: jamais se descobriu a autoria do atentato. A urna, inexplicavelmente, continuou intacta a um canto, equilibrada, em posição horizontal, sobre dois pedaços de madeira. Foram danificados ainda a padieira da referida porta, esfacelada parcialmente, o mesmo ocorrendo à cornija na sua direção. A parte superior da capela deslocou-se cerca de dez centímetros, ficando ovalizada, e parte da fachada dianteira estourou de malhete.
Poucos anos depois, em Dezembro de 1930, registou-se uma tentativa de roubo. Durante a noite, os assaltantes tentaram arrombar a porta Oeste, que resisitiu. Os guardas de vigilância, entretanto, lograram repeli-los, tendo os assaltantes em fuga deixado atrás de si muitos objetos próprios para arrombamento.
Em 1931, uma pessoa cadastrada, de nome Josué, entrou na capela e, ajoelhando-se próximo à caixa de ofertas, simulou orar. Levava consigo uma vara com visco numa ponta, que introduziu pela ranhura da caixa, para retirar moedas. Sem sucesso, tentou incendiar a caixa para tentar abrí-la. Quando lá colocou as mãos, sentiu que as mesmas ficaram presas, sem que conseguisse soltá-las. Com medo, gritou por socorro, sendo então percebido pelos vigilantes, que o detiveram.
Na noite de 10 para 11 de Junho de 1981, por volta de uma hora da madrugada, após sedar o vigilante, um grupo arrombou o vitral de uma janela no lado Oeste da capela, a cerca de 4 metros de altura, penetrando no seu interior onde tentaram desaparafusar o vidro de proteção da urna. Sem consegui-lo, partiram o vidro, causando danos ao corpo, que teve dois dedos da mão esquerda partidos. Os adornos do corpo, pulseiras, cordões, corações e medalhas, em ouro, foram levados pelos criminosos. Tentaram em seguida, arrombar as caixas de esmolas, sem sucesso, evadindo-se, sem serem percebidos ou identificados, pela porta oposta da capela, em um veículo.
No dia 25 de Maio de 1983, pouco após as 12h, João Rodrigues Valério, de 35 anos, entrou na capela, levando nas mãos um ramo de flores e uma saca. Só, junto ao túmulo, tirou da saca uma marreta com a qual tentou desfazer a "santinha". O barulho chamou a atenção de uma funcionária do Museu e de um vendedor de lotaria que passava na rua, que prenderam o agressor, entregando-o à GNR. Julgando que ele ainda se encontrava nas instalações da GNR de Arcozelo, a população, uma vez mais sob forte comoção, tentou invadi-las para fazer justiça pelas próprias mãos, sendo necessário um reforço de 80 homens vindos à pressa de Matosinhos. Recebidos à pedrada, ouviram-se dois tiros de aviso para dispersar a multidão o que aumentou a tensão, voltando-se os populares para os carros da Guarda. O incidente apenas foi encerrado pela intervenção do capitão da força de Matosinhos, José Armando Pereira Machado, que associando-se à dor dos populares, conseguiu dialogar com eles, explicando com clareza a situação e logrando dispersar, em ordem, a multidão.
O atentado mais recente ocorreu no dia 24 de maio de 2016. Cerca das 08 horas da manhã, um homem de 38 anos entrou com uma pedra na mão e estilhaçou o vidro existente na tumba da "Santinha de Arcozelo", alegadamente por esta não ter realizado o milagre que este homem lhe pediu. Foi impedido pela GNR, alertada por uma funcionária do museu no qual se integra a capela de Santa Maria Adelaide, não tendo oferecido resistência.

## A devoção
Embora não esteja canonizada pela Igreja, são numerosas as pessoas que visitam o seu santuário, solicitando a mediação para obterem graças e pagando as promessas feitas em sua devoção. Entre os ex-votos que se conservam no pequeno museu anexo, destacam-se mais de 6000 vestidos de noiva, vestidos de baptizados, comunhão, moedas e notas de mais de 25 países, peças de artesanato, cerâmicas, colares, anéis, cordões, velas, cera, próteses, cabelos cortados, relógios, camisolas de jogadores de futebol, um mundo de fotografias com a descrição de milagres e agradecimentos.